# Liste des composantes aériennes militaires
Cette liste alphabétique des forces aériennes identifie les noms et cocardes actuels et historiques pour les branches aériennes militaires des pays qui ont une composante aérienne, qu'il s'agisse d'une force aérienne indépendante, une force aéronavale, une aviation légère, ou une unité aérienne d'une police militaire. À la fin, une liste sépare les nations n'existant plus, mais qui a toutefois exploité une force aérienne. Les noms de pays en italique indiquent qu'ils ne sont pas généralement reconnu internationalement en tant qu’États indépendants, mais qui néanmoins réussi à aligner un service aérien actif. Pour plus d'informations sur la taille des armées de l'air, voir la liste des pays selon la taille des forces armées.
- Haut – A
- B
- C
- D
- E
- F
- G
- H
- I
- J
- K
- L
- M
- N
- O
- P
- Q
- R
- S
- T
- U
- V
- W
- X
- Y
- Z

## A
| Pays            |                                                        | |                                               | Fondée              |
| Pays            | Force aérienne Nom d'origineActuelle Ancienne          | Force aérienne Nom d'origineActuelle Ancienne                                                                            | Force aérienne Nom d'origineActuelle Ancienne | Fondée              |
| --------------- | ------------------------------------------------------ | --- | --------------------------------------------- | ------------------- |
| Afghanistan     |                                                        | Force aérienne afghane Afghan Hauai Quvah                                                                                |                                               | 2010-2021           |
| Afghanistan     |                                                        | Corps aérien de l'armée nationale afghane Afghan Melli-e Ourdou                                                          |                                               | 2002-2010           |
| Afghanistan     |                                                        | Force aérienne et défense aérienne de l'État islamique d'Afghanistan (en) (Alliance du Nord)                             |                                               | 1996-2001           |
| Afghanistan     |                                                        | Force aérienne de l'armée de l’émirat islamique d'Afghanistan (Taliban)                                                  |                                               | 1996-2001           |
| Afghanistan     |                                                        | Force aérienne et défense aérienne de l'Etat islamique d'Afghanistan                                                     |                                               | 1992-1996           |
| Afghanistan     |                                                        | Force aérienne républicaine afghane De Afghan Hanoi Quirah                                                               |                                               | 1983-1992           |
| Afghanistan     |                                                        | Force aérienne de l'armée afghane De Afghan Hawa-e Quvah                                                                 |                                               | 1980-1983           |
| Afghanistan     |                                                        | Force aérienne républicaine afghane De Afghan Hanoi Quirah                                                               |                                               | 1973-1979           |
| Afghanistan     |                                                        | Force aérienne royale afghane                                                                                            |                                               | 1948-1973           |
| Afghanistan     |                                                        | Force aérienne afghane Afghan Hawa-e Ourdou                                                                              |                                               | 1937-1947           |
| Afghanistan     |                                                        | Afghan Military Air Arm                                                                                                  |                                               | 1924-1929           |
| Afrique du Sud  |                                                        | Force aérienne sud-africaine South African Air Force Suid-Afrikaanse Lugmag                                              |                                               | 2003-présent        |
| Afrique du Sud  |                                                        | South African Air Force                                                                                                  |                                               | 1994-2003           |
| Afrique du Sud  |                                                        | | 1957-1994                                     |                     |
| Afrique du Sud  |                                                        | Royal South African Air Force                                                                                            |                                               | 1947-1957           |
| Afrique du Sud  |                                                        | | 1927-1947                                     |                     |
| Afrique du Sud  |                                                        | | 1920-1927                                     |                     |
| Afrique du Sud  |                                                        | South African Aviation Corps                                                                                             |                                               | 1915-1920           |
| Albanie         |                                                        | Brigade aérienne albanaise                                                                                               |                                               | 2006-présent        |
| Albanie         |                                                        | Armée de l'air de l'Albanie Forcat Ajrore Shqiptare                                                                      |                                               | 1991-2006           |
| Albanie         |                                                        | | 1960-1990                                     |                     |
| Albanie         |                                                        | | 1958-1960                                     |                     |
| Albanie         |                                                        | | 1951-1957                                     |                     |
| Albanie         |                                                        | Corps aérien albanais |                                               | 1914-1939           |
| Algérie         |                                                        | Armée de l'air algérienne Al Quwwat aljawwija aljaza'eriiya                                                              |                                               | 1962-présent        |
| Algérie         |                                                        | Aéronavale algérienne |                                               | 1962 - présent      |
| Algérie         | Unités aérienne de la gendarmerie nationale algérienne | |                                               |                     |
| Allemagne       |                                                        | Luftwaffe |                                               | 1955-présent        |
| Allemagne       |                                                        | Force aérienne de l'armée populaire nationale Luftstreitkräfte der Nationalen Volksarmee                                 |                                               | 1956-1990           |
| Allemagne       |                                                        | Luftwaffe |                                               | 1935-1945           |
| Allemagne       |                                                        | Luftstreitkräfte |                                               | 1910-1919           |
| Allemagne       |                                                        | Marineflieger |                                               | 1955 - présent      |
| Allemagne       |                                                        | Marineluftschiffe-Abteilung (en)                                                                                         |                                               | 1912-1919           |
| Allemagne       |                                                        | Division aérienne navale de l'Empire allemand Die Marinefliegerabteilung des deutschen Kaiserreiches                     |                                               | 1911-1919           |
| Allemagne       |                                                        | Heeresfliegertruppe |                                               | 1955 - présent      |
| Allemagne       |                                                        | Heeresluftschiffe-Abteilung (en)                                                                                         |                                               | 1909-1917           |
| Angola          |                                                        | Force aérienne nationale angolaise Força Aérea Nacional Angolana                                                         |                                               | 2007-présent        |
| Angola          |                                                        | Force aérienne nationale populaire d'Angola/Défense anti-aérienne Força Aérea Popular de Angola/Defesa Aérea e Antiaérea |                                               | 1980-2007           |
| Angola          |                                                        | | 1976-1980                                     |                     |
| Arabie saoudite |                                                        | Force aérienne royale saoudienne القوات الجوية الملكية السعودية Al-quwwāt al-ğawwiyyah al-malakiyyah as-suʿūdiyyah       |                                               | 1950-présent        |
| Arabie saoudite |                                                        | Aviation navale royale saoudienne                                                                                        |                                               | 1985-présent        |
| Arabie saoudite |                                                        | Aviation des forces terrestres royales saoudiennes                                                                       |                                               | 1979-présent        |
| Arabie saoudite |                                                        | Aviation de la garde nationale saoudienne (en)                                                                           |                                               | 2011-présent        |
| Argentine       |                                                        | Force aérienne argentine Fuerza Aérea Argentina                                                                          |                                               | 1945-présent        |
| Argentine       |                                                        | Servicio Aeronáutico del Ejército                                                                                        |                                               | 1912-1945?          |
| Argentine       |                                                        | Aviation navale argentine Comando de Aviación Naval Argentina                                                            |                                               | 1919-présent        |
| Argentine       |                                                        | Aviation de l'armée argentine (en) Comando de Aviación del Ejército Argentino                                            |                                               | 1956-présent        |
| Argentine       |                                                        | Service aérien de la Garde-côtière d'Argentine Servicio de Aviación de la Prefectura Naval Argentina                     |                                               | Années 1970-présent |
| Argentine       |                                                        | Direction de l'aviation de la Gendarmerie Dirección de Aeronáutica de Gendarmería                                        |                                               | 1955-présent        |
| Arménie         |                                                        | Force aérienne arménienne Հայաստանի Ռազմաօդային Ուժեր                                                                    |                                               | 1992-présent        |
| Australie       |                                                        | Force aérienne royale australienne Royal Australian Air Force                                                            |                                               | 1921-présent        |
| Australie       |                                                        | Corps aérien australien Australian Air Corps                                                                             |                                               | 1920-1921           |
| Australie       |                                                        | Australian Flying Corps                                                                                                  |                                               | 1914-1920           |
| Australie       |                                                        | Forces aériennes de la marine australienne Australian Navy Aviation Group ou Fleet Air Arm                               |                                               | 1947-présent        |
| Australie       |                                                        | Aviation de l'armée australienne (en) Australian Army Aviation                                                           |                                               | 1968-présent        |
| Autriche        |                                                        | Force aérienne autrichienne Österreichische Luftstreitkräfte                                                             |                                               | 1955-présent        |
| Autriche        |                                                        | Luftwaffen Kommando Österreich                                                                                           |                                               | 1938-1945           |
| Autriche        |                                                        | Heimwehr Flieger Korps                                                                                                   |                                               | 1927-1938           |
| Azerbaïdjan     |                                                        | Force aérienne azerbaïdjanaise Azərbaycan hərbi hava qüvvələri                                                           |                                               | 1991-présent        |

## B
| Pays               |                                                 | |                                               | Fondée       |
| Pays               | Force aérienne Nom d'origineActuelle Ancienne   | Force aérienne Nom d'origineActuelle Ancienne | Force aérienne Nom d'origineActuelle Ancienne | Fondée       |
| ------------------ | ----------------------------------------------- | --- | --------------------------------------------- | ------------ |
| Bahamas            |                                                 | Escadre aérienne de la force de défense royale bahaméenne Royal Bahamas Defence Force Air Wing                                                                                          |                                               | 1981-présent |
| Bahreïn            |                                                 | Force aérienne royale de Bahreïn سلاح الجو الملكي البحريني |                                               | 2002-présent |
| Bahreïn            |                                                 | Force aérienne de l'Émir de Bahreïn سلاح الجو الأميري البحرين |                                               | 1987-2002    |
| Bahreïn            |                                                 | Escadre aérienne de la force de défense de Bahreïn |                                               | 1977-1987    |
| Bahreïn            |                                                 | Branche aérienne de la marine royale de Bahreïn |                                               | 1994-présent |
| Bangladesh         |                                                 | Armée de l'air du Bangladesh বাংলাদেশ বিমান বাহিনী Bangladesh Biman Bahini |                                               | 1971-présent |
| Bangladesh         |                                                 | Aviation navale du Bangladesh (en) |                                               | 2011-présent |
| Bangladesh         | Aviation de l'armée de terre du Bangladesh (en) | |                                               |              |
| Barbade            |                                                 | Escadre aérienne barbadienne Barbados Air Wing |                                               | 1981-présent |
| Belgique           |                                                 | Composante Air Luchtcomponent |                                               | 2002-présent |
| Belgique           |                                                 | Force aerienne Belge Belgische Luchtmacht |                                               | 1946-2001    |
| Belgique           |                                                 | Aviation militaire Militair Vliegwezen |                                               | 1915-1940    |
| Belgique           |                                                 | Compagnie des ouvries et aérostiers |                                               | 1910-1915    |
| Belize             |                                                 | Escadre aérienne de la force de défense du Bélize (en) Belize Defence Force Air Wing |                                               | 1983-présent |
| Bénin              |                                                 | Force aérienne populaire de Benin |                                               | 1991-présent |
| Bénin              |                                                 | Force aérienne populaire de Benin |                                               | 1975-1991    |
| Bénin              |                                                 | Force aérienne de Dahomey |                                               | 1961-1975    |
| Bhoutan            |                                                 | Branche aérienne de l'armée bhoutanaise |                                               | 1972-présent |
| Biélorussie        |                                                 | Force aérienne et de défense aérienne de la république de Biélorussie Ваенна-паветраныя сілы і войскі супрацьпаветранай абароны Военно-воздушные силы и войска противовоздушной обороны |                                               | 1995-présent |
| Biélorussie        |                                                 | Force aérienne et de défense aérienne de la république de Biélorussie Ваенна-паветраныя сілы і войскі супрацьпаветранай абароны Военно-воздушные силы и войска противовоздушной обороны |                                               | 1991-1995    |
| Birmanie           |                                                 | Force aérienne du Myanmar Tatmdaw Lei |                                               | 1947-présent |
| Bolivie            |                                                 | Force aérienne bolivienne Fuerza Aérea Boliviana |                                               | 1923-présent |
| Bosnie-Herzégovine |                                                 | Force aérienne et défense anti-aérienne de Bosnie-Herzégovine Ваздухопловство и ПВО Zrakoplovstvo i PZO                                                                                 |                                               | 2007-présent |
| Bosnie-Herzégovine |                                                 | Force aérienne de l'Armée de la fédération de Bosnie-Herzégovine Zručne Snage Armije Federacije BiH                                                                                     |                                               | 1996-2006    |
| Bosnie-Herzégovine |                                                 | Force aérienne de la República Srpska (en) Ратно Ваздухопловство и ПВО ВРС Ratno Vazduhoplovstvo i PVO VRS                                                                              |                                               | 1992-2006    |
| Bosnie-Herzégovine |                                                 | Force aérienne de l'Armée de la fédération de Bosnie-Herzégovine Zručne Snage Armije Federacije BiH                                                                                     |                                               | 1992-1996    |
| Botswana           |                                                 | Escadre aérienne de la force de défense du Botswana Botswana Defence Force Air Wing |                                               | 1977-présent |
| Brésil             |                                                 | Force aérienne brésilienne Força Aérea Brasileira |                                               | 1941-présent |
| Brésil             |                                                 | (Cocarde utilisée pendant la Seconde Guerre mondiale) |                                               | 1941-1945    |
| Brésil             |                                                 | Force aérienne nationale Forças Aéreas Nacionais |                                               | 1941         |
| Brésil             |                                                 | Service de l'aviation militaire Serviço de Aviação Militar |                                               | 1918-1941    |
| Brésil             |                                                 | Aviation navale brésilienne Aviação Naval Brasileira |                                               | 1965-présent |
| Brésil             |                                                 | Service de l'aviation navale Serviço de Aviação Naval |                                               | 1916-1941    |
| Brésil             |                                                 | Aviation de l'armée brésilienne Aviação do Exército Brasileiro |                                               | 1986-présent |
| Brunei             |                                                 | Force aérienne royale de Brunei Angkatan Tentera Udara Diraja Brunei |                                               | 1991-présent |
| Brunei             |                                                 | Escadre aérienne des forces armées royales de Brunei Royal Brunei Armed Forces Air Wing                                                                                                 |                                               | 1984-1991    |
| Brunei             |                                                 | Escadre aérienne du régiment royal malaisien de Brunei Royal Brunei Malay Regiment Air Wing                                                                                             |                                               | 1965-1984    |
| Bulgarie           |                                                 | Force aérienne bulgare Български Военновъздушни Сили Balgarski Voennovazdushni Sili (BVVS)                                                                                              |                                               | 1992-présent |
| Bulgarie           |                                                 | Force aérienne et défense aérienne bulgare Противовъздушна отбрана и Военновъздушни сили Protivovazdushna Otbrana i Voennovazdushni Sili (PVOiVVS)                                      |                                               | 1961-1992    |
| Bulgarie           |                                                 | Force aérienne militaire bulgare Български Военновъздушни Сили Balgarski Voennovazdushni Sili (BVVS)                                                                                    |                                               | 1952-1961    |
| Bulgarie           |                                                 | Force aérienne militaire bulgare Български Военновъздушни Сили Balgarski Voennovazdushni Sily (VVS)                                                                                     |                                               | 1949-1952    |
| Bulgarie           |                                                 | Armée aérienne Въздушни Войски Vazdusni Voiski (VV) |                                               | 1945-1949    |
| Bulgarie           |                                                 | | 1941-1944                                     |              |
| Bulgarie           |                                                 | Force aérienne royale bulgare Vazhdushnite na Negovo Velichestvo Voiski (VNVV) |                                               | 1937-1941    |
| Bulgarie           |                                                 | Département de l'aviation du ministère des Chemins de fer, des Postes et des Télégraphes                                                                                                |                                               | 1924-1937    |
| Bulgarie           |                                                 | Sections de l'aviation du ministère des Chemins de fer, des Postes et des Télégraphes                                                                                                   |                                               | 1920-1924    |
| Bulgarie           |                                                 | Détachement d'aéroplanes de la gendarmerie Zhandarmeriisko Aeroplanno Otdelenie |                                               | 1919-1920    |
| Bulgarie           |                                                 | Groupe d'aéroplanes |                                               | 1918-1919    |
| Bulgarie           |                                                 | Corps de l'aviation de l'armée |                                               | 1915-1918    |
| Bulgarie           |                                                 | Bataillon Aéronautique |                                               | 1914-1915    |
| Bulgarie           |                                                 | Détachement aéronautique |                                               | 1906-1914    |
| Bulgarie           |                                                 | Aviation navale bulgare Aviatsia Na Bulgarskiya Voennomorski Flot (AnBVMF) |                                               | 1992-présent |
| Bulgarie           |                                                 | Escadron de guerre anti-sous-marine indépendante de la marine Otdelna Protivolodachna Eskadrila na VMF (OPLEV-VMF)                                                                      |                                               | 1959-1990    |
| Bulgarie           |                                                 | Aviation navale bulgare |                                               | 1915-1918    |
| Burkina Faso       |                                                 | Force aérienne de Burkina Faso |                                               | 1984-présent |
| Burkina Faso       |                                                 | Force aérienne de Haute-Volta |                                               | 1964-1984    |
| Burundi            |                                                 | Force aérienne du Burundi |                                               | 1966-présent |

## C
| Pays                             |                                                         | |                                               | Fondée       |
| Pays                             | Force aérienne Nom d'origineActuelle Ancienne           | Force aérienne Nom d'origineActuelle Ancienne                                                                                     | Force aérienne Nom d'origineActuelle Ancienne | Fondée       |
| -------------------------------- | ------------------------------------------------------- | --- | --------------------------------------------- | ------------ |
| Cambodge                         |                                                         | Force aérienne royale cambodgienne Toap Akas Khemarak Phoumin Force Aérienne Royale Cambodge                                      |                                               | 1993-présent |
| Cambodge                         |                                                         | Force aérienne populaire cambodgienne                                                                                             |                                               | 1989-1993    |
| Cambodge                         |                                                         | Force aérienne populaire du Kampuchéa                                                                                             |                                               | 1979-1989    |
| Cambodge                         |                                                         | Force aérienne de l'armée de libération du Kampuchéa                                                                              |                                               | 1977-1979    |
| Cambodge                         |                                                         | Aviation Nationale Khmer |                                               | 1970-1975    |
| Cambodge                         |                                                         | Aviation Royale Khmere |                                               | 1954-1970    |
| Cameroun                         |                                                         | Armée de l'air camerounaise |                                               | 1960-présent |
| Canada                           |                                                         | Aviation royale du Canada Royal Canadian Air Force                                                                                |                                               | 2011-Présent |
| Canada                           |                                                         | Commandement de la Force aérienne des Forces canadiennes Canadian Forces Air Command                                              |                                               | 1968-2011    |
| Canada                           |                                                         | Aviation royale du Canada Royal Canadian Air Force                                                                                |                                               | 1924-1968    |
| Canada                           |                                                         | Force aérienne canadienne Canadian Air Force                                                                                      |                                               | 1918-1920    |
| Canada                           |                                                         | Corps de l'aviation canadienne Canadian Aviation Corps                                                                            |                                               | 1914-1915    |
| Cap-Vert                         |                                                         | Force aérienne cap-verdiennes Força Aérea Caboverdiana                                                                            |                                               | 1982-présent |
| Cap-Vert                         |                                                         | Garde côtière du Cap-Vert Guarda Costeira de Cabo Verde                                                                           |                                               | 1992-présent |
| République centrafricaine        |                                                         | Force aérienne centrafricaine |                                               | 1961-présent |
| Chili                            |                                                         | Force aérienne chilienne Fuerza Aérea de Chile                                                                                    |                                               | 1930-présent |
| Chili                            |                                                         | Service de l'aviation militaire du Chili Servicio de Aviación Militar de Chile                                                    |                                               | 1910-1930    |
| Chili                            |                                                         | Aviation navale de la marine du Chili Aviación Naval de la Armada de Chile                                                        |                                               | 1953-présent |
| Chili                            |                                                         | Aviation navale du Chili Aviación Naval de Chile                                                                                  |                                               | 1919-1930    |
| Chili                            |                                                         | Brigade de l'aviation de l'armée du Chili Brigada de Aviación del Ejército de Chile                                               |                                               | 1970-présent |
| Chine                            |                                                         | Force aérienne de l'armée populaire de libération 中国人民解放军空军 Zhongguo Renmin Jiefangjun Kongjun                           |                                               | 1949-présent |
| Chine                            |                                                         | Force aérienne navale de l'armée populaire de libération 中国人民解放军海军航空兵' Zhongguo Renmin Jiefangjun Haijun Hangkongbing |                                               | 1953-présent |
| Chine                            |                                                         | Aviation des forces terrestres de l'armée populaire de libération 中国人民解放军陆军                                              |                                               | 1988-présent |
| Chypre                           |                                                         | Force aérienne de Chypre Διοίκησης Αεροπορίας Κύπρου                                                                              |                                               | 1963-présent |
| Colombie                         |                                                         | Force aérienne colombienne Fuerza Aérea Colombiana                                                                                |                                               | 1922-présent |
| Colombie                         |                                                         | Commandement de l'aviation navale Comando de Aviación Naval                                                                       |                                               | 1935-présent |
| Colombie                         |                                                         | Aviation de l'armée Aviación del Ejército                                                                                         |                                               | 1995-présent |
| République du Congo              |                                                         | Armée de l'air de la république du Congo                                                                                          |                                               | 1961-présent |
| République démocratique du Congo |                                                         | Force aérienne du Congo |                                               | 1997-présent |
| République démocratique du Congo |                                                         | Force aérienne zaïroise |                                               | 1971-1997    |
| Corée du Nord                    |                                                         | Force aérienne de l'armée populaire de Corée 조선인민군 공군                                                                      |                                               | 1948-présent |
| Corée du Sud                     |                                                         | Force aérienne de la république de Corée 대한민국 공군 Daehan Minguk Gonggun                                                      |                                               | 1949-présent |
| Corée du Sud                     |                                                         | | 1949-Années 2000                              |              |
| Corée du Sud                     | 6e escadre aérienne de Marine de la république de Corée | |                                               |              |
| Corée du Sud                     |                                                         | Aviation de l'armée de terre de la république de Corée                                                                            |                                               | 1965-présent |
| Costa Rica                       |                                                         | Service de surveillance aérienne Servicio de Vigilancia Aérea (SVA) - Fuerza Pública                                              |                                               | 1994-présent |
| Costa Rica                       |                                                         | Section aérienne du ministère de la Sécurité publique Sección Aérea del Ministerio de Seguridad Pública                           |                                               | 1964-1994    |
| Costa Rica                       |                                                         | Section aérienne de la Garde civile (en) Sección Aérea de la Guardia Civil                                                        |                                               | 1957-1964    |
| Costa Rica                       |                                                         | Force aérienne costaricienne Fuerza Aérea Costarricense                                                                           |                                               | 1955-1957    |
| Costa Rica                       |                                                         | Force aérienne militaire Fuerza Aérea Militar                                                                                     |                                               | 1947/48-1949 |
| Côte d'Ivoire                    |                                                         | Armée de l'air ivoirienne |                                               | 1965-présent |
| Croatie                          |                                                         | Forces de l'armée de l'air et de défense aérienne de la république de Croatie Hrvatsko Ratno Zrakoplovstvo i Protuzračna Obrana   |                                               | 1991-présent |
| Croatie                          |                                                         | Aviation de la légion croate Kroatische Luftwaffen Legion                                                                         |                                               | 1941-1945    |
| Cuba                             |                                                         | Défense aérienne des Forces armées révolutionnaires Defensa Anti Aérea de las Fuerzas Armadas Revolucionarias                     |                                               | 1959-présent |
| Cuba                             |                                                         | Force aérienne rebelle Fuerza Aérea Rebelde                                                                                       |                                               | 1958-1958    |
| Cuba                             |                                                         | Force aérienne de l'armée de Cuba Fuerza Aérea del Ejército de Cuba                                                               |                                               | 1952-1958    |
| Cuba                             |                                                         | Corps de l'aviation de l'armée de Cuba Cuerpo de Aviación del Ejército de Cuba                                                    |                                               | 1934-1952    |
| Cuba                             |                                                         | Corps de aérien de l'armée de Cuba Cuerpo Aéreo del Ejército de Cuba                                                              |                                               | 1915-1934    |
| Cuba                             |                                                         | Corps de l'aviation de l'armée de Cuba Cuerpo de Aviación del Ejército de Cuba                                                    |                                               | 1913-1915    |
| Cuba                             |                                                         | Aviation navale de Cuba Aviación Naval de Cuba                                                                                    |                                               | 1934-1952    |

## D
| Pays                   |                                               | |                                               | Fondée       |
| Pays                   | Force aérienne Nom d'origineActuelle Ancienne | Force aérienne Nom d'origineActuelle Ancienne                                                                        | Force aérienne Nom d'origineActuelle Ancienne | Fondée       |
| ---------------------- | --------------------------------------------- | --- | --------------------------------------------- | ------------ |
| Danemark               |                                               | Force aérienne royale danoise Flyvevåbnet                                                                            |                                               | 1950-présent |
| Danemark               |                                               | Corps aérien de l'armée danoise Hærens Flyvertropper                                                                 |                                               | 1912-1950    |
| Danemark               |                                               | Aviation navale danoise Marinens Flyvevæsen                                                                          |                                               | 1913-1950    |
| Danemark               |                                               | Service d'hélicoptères de la Marine Søværnets Helikoptertjeneste                                                     |                                               | 2003-2010    |
| Danemark               |                                               | Service de vols de la Marine Søværnets Flyvetjeneste (SVF)                                                           |                                               | 1962-2003    |
| Danemark               |                                               | Service de vols de l'armée Hærens Flyvetjeneste (HFT)                                                                |                                               | 1971-2003    |
| Djibouti               |                                               | Force aérienne de Djibouti                                                                                           |                                               | 1977-présent |
| République dominicaine |                                               | Force aérienne dominicaine Fuerza Aérea Dominicana                                                                   |                                               | 1962-présent |
| République dominicaine |                                               | Aviation militaire dominicaine (es) Aviación Militar Dominicana                                                      |                                               | 1957-1962    |
| République dominicaine |                                               | Force aérienne dominicaine Fuerza Aérea Dominicana                                                                   |                                               | 1955-1957    |
| République dominicaine |                                               | Aviation militaire dominicaine (es) Aviación Militar Dominicana                                                      |                                               | 1952-1955    |
| République dominicaine |                                               | Force aérienne dominicaine Fuerza Aérea Dominicana                                                                   |                                               | 1950-1952    |
| République dominicaine |                                               | Corps de l'aviation militaire dominicaine Cuerpo de Aviación Militar Dominicano                                      |                                               | 1948-1950    |
| République dominicaine |                                               | Escadron de cavalerie aérienne Escuadrón de Caballería Aérea                                                         |                                               | 2002-présent |
| République dominicaine |                                               | Brigade de cavalerie aéroportée Brigada de Caballería Aerotransportada                                               |                                               | 2001-2002    |
| République dominicaine |                                               | Compagnie aérienne de l'armée nationale Compañía de Aviación del Ejército Nacional                                   |                                               | 1942-1948    |
| République dominicaine |                                               | Compagnie de l'aviation de l'armée nationale Compañía de Aviación del Ejército Dominicano                            |                                               | 1939-1942    |
| République dominicaine |                                               | Détachement de l'aviation de l'armée nationale Destacamento de Aviación del Ejército Nacional                        |                                               | 1936-1939    |
| République dominicaine |                                               | Compagnie nationale de transport aérien, de l'aviation armée Compañía Nacional de Transporte Aérea, Arma de Aviación |                                               | 1934-1935    |
| République dominicaine |                                               | Compagnie aérienne Compañía de Aviación                                                                              |                                               | 1933-1934    |
| République dominicaine |                                               | Arme de l'aviation de l'armée nationale Arma de Aviación del Ejército Nacional                                       |                                               | 1932-1933    |
| République dominicaine |                                               | Corps de l'aviation navale dominicaine Cuerpo de Aviación Naval Dominicano                                           |                                               | 2003-présent |
| République dominicaine |                                               | Escadron de surveillance et de sauvetage de la Garde côtière Escuadrón de Vigilancia y Rescate de Guardacostas       |                                               | 1951-1952    |

## E
| Pays                |                                               |                                                                                               |                                               | Fondée       |
| Pays                | Force aérienne Nom d'origineActuelle Ancienne | Force aérienne Nom d'origineActuelle Ancienne                                                 | Force aérienne Nom d'origineActuelle Ancienne | Fondée       |
| ------------------- | --------------------------------------------- | --------------------------------------------------------------------------------------------- | --------------------------------------------- | ------------ |
| Égypte              |                                               | Armée de l'air égyptienne القوات الجوية المصرية Al-Qūwāt al-Gawwīyä al-Miṣrīyä                |                                               | 1961-présent |
| Égypte              |                                               | Force aérienne de la République arabe unie                                                    |                                               | 1958-1961    |
| Égypte              |                                               | Armée de l'air égyptienne                                                                     |                                               | 1952-1958    |
| Égypte              |                                               | Armée de l'air royale égyptienne                                                              |                                               | 1937-1952    |
| Égypte              |                                               | Force aérienne de l'armée égyptienne                                                          |                                               | 1931-1937    |
| Émirats arabes unis |                                               | Force aérienne des Émirats arabes unis                                                        |                                               | 1976-présent |
| Équateur            |                                               | Force aérienne équatorienne Fuerza Aérea Ecuatoriana                                          |                                               | 1944-présent |
| Équateur            |                                               | Force aérienne de l'armée équatorienne Fuerza Aérea del Ejército Equatoriano                  |                                               | 1935-1944    |
| Équateur            |                                               | Corps de l'aviation militaire de l'armée Cuerpo de Aviadores Militares del Ejército           |                                               | 1927-1935    |
| Équateur            |                                               | Compagnie de l'aviation de l'armée Compañía de Aviación del Ejército                          |                                               | 1925-1927    |
| Équateur            |                                               | École militaire d'aviation Escuela Militar de Aviación                                        |                                               | 1920-1925    |
| Équateur            |                                               | Aviation navale équatorienne Aviación Naval Ecuatoriana                                       |                                               | 1967-présent |
| Équateur            |                                               | Aviation de l'armée équatorienne Aviación del Ejército Ecuatoriano                            |                                               | 1978-présent |
| Équateur            |                                               | Service aérien de l'armée Servicio Aéreo del Ejército                                         |                                               | 1954-1978    |
| Érythrée            |                                               | Force aérienne érythréenne                                                                    |                                               | 1994-présent |
| Espagne             |                                               | Armée de l'air et de l'espace Ejército del Aire y del Espacio                                 |                                               | 2022-présent |
| Espagne             |                                               | Armée de l'air Ejército del Aire                                                              |                                               | 1939-2022    |
| Espagne             |                                               | Aviation Nationaliste Aviación Nacional Aviación Legionaria                                   |                                               | 1936-1939    |
| Espagne             |                                               | Force aérienne de la République espagnole Fuerzas Aéreas de la República Española             |                                               | 1931-1939    |
| Espagne             |                                               | Aéronautique militaire espagnole Aeronáutica Militar Española                                 |                                               | 1911-1931    |
| Espagne             |                                               | Servicio Militar de Aerostación                                                               |                                               | 1896-1911    |
| Espagne             |                                               | Forces aéromobiles de l'armée de terre Fuerzas Aeromóviles del Ejército de Tierra (FAMET)     |                                               | 1973-présent |
| Espagne             |                                               | Aviation légère de l'armée de terre Aviación Ligera del Ejército de Tierra                    |                                               | 1965-1973    |
| Espagne             |                                               | Flotte d'aéronefs Flotilla de Aeronaves                                                       |                                               | 1954-présent |
| Espagne             |                                               | Aéronautique navale Aeronáutica Naval                                                         |                                               | 1920-1939    |
| Espagne             |                                               | Aviation navale Aviación Naval                                                                |                                               | 1917-1920    |
| Espagne             |                                               | Service aérien de la Garde Civile Servicio Aéreo de la Guardia Civil                          |                                               | 2008-présent |
| Espagne             |                                               | Groupement des hélicoptères de la Garde Civile Agrupación de Helicópteros de la Guardia Civil |                                               | 1978-2008    |
| Espagne             |                                               | Section des hélicoptères de la Garde Civile Sección de Helicópteros de la Guardia Civil       |                                               | 1973-1978    |
| Estonie             |                                               | Force aérienne estonienne Eesti Õhuvägi                                                       |                                               | 1991-présent |
| Estonie             |                                               | Unités de la Luftwaffe                                                                        |                                               | 1943-1944    |
| Estonie             |                                               | Sonderstaffel Buschmann. Unité auxiliaire de la Luftwaffe                                     |                                               | 1942-1943    |
| Estonie             |                                               | Escadron d'aéronefs du 22e Corps de l'armée soviétique                                        |                                               | 1940-1941    |
| Estonie             |                                               | Régiment d'aviation                                                                           |                                               | 1920?-1940   |
| Estonie             |                                               | Compagnie aérienne                                                                            |                                               | 1918-1920?   |
| Eswatini            |                                               | Force aérienne swazie Swazi Air Force                                                         |                                               | 1979-présent |
| États-Unis          |                                               | Force aérienne des États-Unis United States Air Force                                         |                                               | 1947-présent |
| États-Unis          |                                               | Forces aériennes de l'armée des États-Unis United States Army Air Forces                      |                                               | 1943-1947    |
| États-Unis          |                                               |                                                                                               | 1943-1943                                     |              |
| États-Unis          |                                               |                                                                                               | 1942-1943                                     |              |
| États-Unis          |                                               |                                                                                               | 1941-1942                                     |              |
| États-Unis          |                                               | Corps aérien de l'armée des États-Unis United States Army Air Corps                           |                                               | 1926-1941    |
| États-Unis          |                                               | Service aérien de l'armée des États-Unis United States Army Air Service                       |                                               | 1917-1926    |
| États-Unis          |                                               | Force spatiale des États-Unis United States Space Force                                       |                                               | 2019-présent |
| États-Unis          |                                               | Branche aérienne de l'armée des États-Unis United States Army Aviation Branch                 |                                               | 1983-présent |
| États-Unis          |                                               | Aviation de l'armée Army Aviation                                                             |                                               | 1947-1983    |
| États-Unis          |                                               | Aviation navale des États-Unis United States Naval Aviation                                   |                                               | 1947-présent |
| États-Unis          |                                               |                                                                                               | 1943-1947                                     |              |
| États-Unis          |                                               |                                                                                               | 1943-1943                                     |              |
| États-Unis          |                                               |                                                                                               | 1942-1943                                     |              |
| États-Unis          |                                               |                                                                                               | 1926-1942                                     |              |
| États-Unis          |                                               | Aviation du corps des marines des États-Unis United States Marine Corps Aviation              |                                               | 1912-présent |
| États-Unis          |                                               | Garde nationale aérienne United States Air National Guard                                     |                                               | 1947-présent |
| États-Unis          |                                               | Composante de la Garde nationale des États-Unis Component of the United States National Guard |                                               | 1916-1947    |
| États-Unis          |                                               | Corps des garde-côtes des États-Unis United States Coast Guard                                |                                               | 1916-présent |
| États-Unis          |                                               | NASA                                                                                          |                                               | 1958-présent |
| États-Unis          |                                               | NACA                                                                                          |                                               | 1915-1958    |
| Éthiopie            |                                               | Force aérienne éthiopienne Ye Ithopya Ayer Hayl                                               |                                               | 1975-présent |
| Éthiopie            |                                               | Force aérienne impériale éthiopienne                                                          |                                               | 1946-1975    |
| Éthiopie            |                                               | Aviation impériale éthiopienne                                                                |                                               | 1929-1935    |

## F
| Pays     |                                               | |                                               | Fondée       |
| Pays     | Force aérienne Nom d'origineActuelle Ancienne | Force aérienne Nom d'origineActuelle Ancienne                                                                                    | Force aérienne Nom d'origineActuelle Ancienne | Fondée       |
| -------- | --------------------------------------------- | --- | --------------------------------------------- | ------------ |
| Fidji    |                                               | Escadre aérienne des forces militaires de la république des Fidji Air Wing of the Republic of Fiji Military Forces               |                                               | 1987-1997    |
| Finlande |                                               | Force aérienne finlandaise Suomen ilmavoimat Finländska flygvapnet                                                               |                                               | 1918-présent |
| Finlande |                                               | -Cocarde avant 1945- |                                               | 1918-1945    |
| Finlande |                                               | Cocarde utilisée sur certains avions                                                                                             |                                               | 1943-1945    |
| Finlande |                                               | Bataillon d'hélicoptères de l'armée finlandaise Suomen maavoimat - Helikopteripataljoona Finländska armén - Helikopterbataljonen |                                               | 1997-présent |
| Finlande |                                               | Gardes-frontières finlandais Rajavartiolaitos Gränsbevakningsväsendet                                                            |                                               | 1919-présent |
| Finlande |                                               | Garde-côtière finlandaise Merivartiolaitos Sjöbevakningssektionen                                                                |                                               | 1919-1944    |
| France   |                                               | Armée de l'air et de l'espace |                                               | 2020-présent |
| France   |                                               | Armée de l'air |                                               | 1945-2020    |
| France   |                                               | Forces aériennes françaises libres,                                                                                              |                                               | 1940-1943    |
| France   |                                               | Armée de l'air de Vichy |                                               | 1940-1942    |
| France   |                                               | Armée de l'air |                                               | 1933-1940    |
| France   |                                               | Aéronautique militaire |                                               | 1909-1933    |
| France   |                                               | Force maritime de l'aéronautique navale                                                                                          |                                               | 2006-présent |
| France   |                                               | Force maritime de l'aviation navale                                                                                              |                                               | 1998-2006    |
| France   |                                               | Service de l'aéronautique navale                                                                                                 |                                               | 1937-1998    |
| France   |                                               | Service de l'aéronautique maritime                                                                                               |                                               | 1914-1937    |
| France   |                                               | Service de l'aviation maritime                                                                                                   |                                               | 1912-1914    |
| France   |                                               | Aviation légère de l'Armée de terre                                                                                              |                                               | 1954-présent |
| France   |                                               | Aviation légère d'observation d'artillerie                                                                                       |                                               | 1952-1954    |
| France   |                                               | Forces aériennes de la Gendarmerie nationale                                                                                     |                                               | 2011-présent |
| France   |                                               | Formations aériennes de la Gendarmerie                                                                                           |                                               | 1976-2011    |
| France   |                                               | Section d’hélicoptères de la Gendarmerie                                                                                         |                                               | 1956-1976    |

## G
| Pays               |                                               | |                                               | Fondée       |
| Pays               | Force aérienne Nom d'origineActuelle Ancienne | Force aérienne Nom d'origineActuelle Ancienne                                                                     | Force aérienne Nom d'origineActuelle Ancienne | Fondée       |
| ------------------ | --------------------------------------------- | --- | --------------------------------------------- | ------------ |
| Gabon              |                                               | Armée de l'air gabonaise                                                                                          |                                               | 1961-présent |
| Gambie             |                                               | Force aérienne gambienne Gambian Air Force                                                                        |                                               | 2003         |
| Géorgie            |                                               | Force aérienne géorgienne საქართველოს სამხედრო-საჰაერო ძალები sak’art’velos samxedro-sahaero dzalebi              |                                               | 1990-présent |
| Ghana              |                                               | Force aérienne du Ghana                                                                                           |                                               | 1959-présent |
| Grèce              |                                               | Force aérienne hellénique Ελληνική Πολεμική Αεροπορία Polemikí Aeroporía                                          |                                               | 1930-présent |
| Grèce              |                                               | Service d'aviation hellénique                                                                                     |                                               | 1911-1930    |
| Grèce              |                                               | Aviation de l'armée hellénique Αεροπορία Στρατού Aeroporia Stratou                                                |                                               | 1956-présent |
| Grèce              |                                               | Commandement des hélicoptères de la marine hellénique Διοίκηση Ελικοπτέρων Ναυτικού Dioikisi Elikopteron Naftikou |                                               | 1976-présent |
| Grèce              |                                               | Service d'aviation navale hellénique                                                                              |                                               | 1915-1930    |
| Grèce              |                                               | Garde-côtière hellénique Λιμενικό Σώμα Limeniko Soma                                                              |                                               | 1982-présent |
| Guatemala          |                                               | Force aérienne guatémaltèque Fuerza Aérea Guatemalteca                                                            |                                               | 1948-présent |
| Guatemala          |                                               | Corps de l'aviation militaire Cuerpo de Aeronáutica Militar                                                       |                                               | 1935–1948    |
| Guatemala          |                                               | Corps de l'aviation militaire guatémaltèque Cuerpo de Aviación Militar Guatemalteco                               |                                               | 1929–1935    |
| Guatemala          |                                               | Force aérienne guatémaltèque Fuerza Aérea Guatemalteca                                                            |                                               | 1921–1929    |
| Guatemala          |                                               | Corps de l'aviation de l'armée Cuerpo de Aviación del Ejército                                                    |                                               | 1914–1921    |
| Guinée             |                                               | Force aérienne de Guinée                                                                                          |                                               | 1959-présent |
| Guinée-Bissau      |                                               | Force aérienne de Guinée-Bissau (en) Força Aérea da Guiné-Bissau                                                  |                                               | 1978-présent |
| Guinée équatoriale |                                               | Force aérienne de Guinée équatoriale Fuerza Aérea de Guinea Ecuatorial                                            |                                               | 1979-présent |
| Guyana             |                                               | Corps aérien de la force de défense de Guyana Guyana Defence Force Air Corps                                      |                                               | 1973-présent |
| Guyana             |                                               | Escadre aérienne de la force de défense de Guyana Guyana Defence Force Air Wing                                   |                                               | 1968-1973    |

## H
| Pays     |                                               | |                                               | Fondée       |
| Pays     | Force aérienne Nom d'origineActuelle Ancienne | Force aérienne Nom d'origineActuelle Ancienne                                                                | Force aérienne Nom d'origineActuelle Ancienne | Fondée       |
| -------- | --------------------------------------------- | --- | --------------------------------------------- | ------------ |
| Haïti    |                                               | Corps d'Aviation d'Garde d'Haiti (en)                                                                        |                                               | 1942-1995    |
| Honduras |                                               | Force aérienne hondurienne Fuerza Aérea Hondureña                                                            |                                               | 1974-présent |
| Honduras |                                               | Force aérienne hondurienne & École d’aviation militaire Fuerza Aérea Hondureña y Escuela Militar de Aviación |                                               | 1938-1974    |
| Honduras |                                               | École d’aviation militaire Escuela Militar de Aviación (EMA)                                                 |                                               | 1933-1938    |
| Honduras |                                               | Compagnie des Ouvries et Aérostiers                                                                          |                                               | 19310-1915   |
| Hongrie  |                                               | Force aérienne de Hongrie Magyar Légierő                                                                     |                                               | 1991-présent |
| Hongrie  |                                               | | 1990-1991                                     |              |
| Hongrie  |                                               | Force aérienne de l'armée populaire hongroise Magyar Néphadsereg légiereje                                   |                                               | 1951-1990    |
| Hongrie  |                                               | | 1949-1951                                     |              |
| Hongrie  |                                               | Force aérienne de la seconde république de Hongrie                                                           |                                               | 1948-1949    |
| Hongrie  |                                               | Force aérienne royale de l'armée hongroise Magyar Királyi Honvéd Légierő                                     |                                               | 1941-1945    |
| Hongrie  |                                               | | 1938-1941                                     |              |
| Hongrie  |                                               | Corps aérien rouge Vörös Légjárócsapat                                                                       |                                               | 1919         |
| Hongrie  | -Variante de l'insigne-                       | |                                               |              |
| Hongrie  | -Variante de l'insigne-                       | |                                               |              |

## I
| Pays      |                                                                       | |                                               | Fondée       |
| Pays      | Force aérienne Nom d'origineActuelle Ancienne                         | Force aérienne Nom d'origineActuelle Ancienne                                                                    | Force aérienne Nom d'origineActuelle Ancienne | Fondée       |
| --------- | --------------------------------------------------------------------- | --- | --------------------------------------------- | ------------ |
| Inde      |                                                                       | Force aérienne indienne Indian Air Force भारतीय वायु सेना Bharatiya Vayu Sena                                          |                                               | 1950-présent |
| Inde      |                                                                       | Force aérienne royale indienne Royal Indian Air Force                                                            |                                               | 1945-1950    |
| Inde      |                                                                       | Force aérienne indienne Royal Air Force en India                                                                 |                                               | 1932-1945    |
| Inde      |                                                                       | Corps de l'aviation de l'armée Army Aviation Corps                                                               |                                               | 1987-présent |
| Inde      |                                                                       | Aéronavale Naval Air Arm                                                                                         |                                               | 1953-présent |
| Inde      |                                                                       | Escadre aérienne de la Garde-côtière d'Inde Indian Coast Guard Air Wing Bharatiya Tatarakshak Dal                |                                               | 1978-présent |
| Inde      |                                                                       | Escadre aérienne de la force de sécurité des frontières Border Security Force Air Wing                           |                                               | 1965-présent |
| Indonésie |                                                                       | Force aérienne de l'armée nationale indonésienne Tentara Nasional Indonesia Angkatan Udara (TNI-AU)              |                                               | 1946-présent |
| Indonésie |                                                                       | Force aérienne de la république d'Indonésie Angkatan Udara Republik Indonesia (AURI)                             |                                               | 1946-1974    |
| Indonésie |                                                                       | Aviation de la marine de l'armée nationale indonésienne Dinas Penerbangan TNI Angkatan Laut (TNI-AL)             |                                               | 1974-présent |
| Indonésie |                                                                       | Aviation de la force navale de la république d'Indonésie Dinas Penerbangan Angkatan Laut RI (ALRI)               |                                               | 1956-1974    |
| Indonésie |                                                                       | Aviation des forces terrestres de l'armée nationale indonésienne Dinas Penerbangan TNI Angkatan Darat (TNI-AD)   |                                               | 1974-présent |
| Indonésie |                                                                       | Aviation des forces terrestres de la république d'Indonésie Dinas Penerbangan Angkatan Darat RI (DINAS PENERBAD) |                                               | 1959-1974    |
| Irak      |                                                                       | Force aérienne irakienne القوة الجوية العراقية Al Quwwa al-Jawwiya al-Iraqiya                                    |                                               | 2004-présent |
| Irak      |                                                                       | Force aérienne irakienne Al Quwwa al-Jawwiya al-Iraqiya                                                          |                                               | 1958-2003    |
| Irak      |                                                                       | Force aérienne royale irakienne                                                                                  |                                               | 1931-1958    |
| Irak      |                                                                       | Commandement de l'aviation de l'armée irakienne قيادة طيران الجيش العراقي                                        |                                               | 1980-présent |
| Iran      |                                                                       | Force aérienne de la république islamique d'Iran نیروی هوایی ارتش جمهوری اسلامی ایران                            |                                               | 1979-présent |
| Iran      |                                                                       | Force aérienne impériale iranienne Nirou Havai Shahanshahiye Iran                                                |                                               | 1925-1979    |
| Iran      | Aviation de l'armée de la république islamique d'Iran                 | |                                               |              |
| Iran      | Aviation navale de la république islamique d'Iran                     | |                                               |              |
| Iran      | Force aérospatiale de l'armée des Gardiens de la révolution islamique | |                                               |              |
| Irlande   |                                                                       | Corps aérien irlandais Aer-Chór na h-Éireann Irish Air Corps                                                     |                                               | 1924-présent |
| Irlande   |                                                                       | -insigne précédente-                                                                                             |                                               | 1939-1954    |
| Irlande   |                                                                       | Service aérien irlandais                                                                                         |                                               | 1922-1923    |
| Islande   |                                                                       | Système de défense aérien islandais Íslenska Loftvarnarkerfið                                                    |                                               | 1987-présent |
| Islande   |                                                                       | Division aéronautique de la Garde-côtière islandaise Landhelgisgæsla Íslands - Flugdeild                         |                                               | 1955-présent |
| Israël    |                                                                       | Force aérienne et spatiale israélienne זרוע האוויר והחלל Zroa HaAvir VeHahalal                                   |                                               | 1948-présent |
| Israël    |                                                                       | Service aérien (Haganah) Sherut Avir                                                                             |                                               | 1947-1948    |
| Israël    |                                                                       | Compagnie aérienne (Palmah) Palavir                                                                              |                                               | 1943-1947    |
| Italie    |                                                                       | Aéronautique militaireAeronautica Militare                                                                       |                                               | 1946-présent |
| Italie    |                                                                       | Aéronautique co-belligérante italienne Aeronautica Cobelligerante Italiana                                       |                                               | 1943-1946    |
| Italie    |                                                                       | Aéronautique nationale républicaine Aeronautica Nazionale Repubblicana                                           |                                               | 1943-1945    |
| Italie    |                                                                       | Direction de l'AéronautiqueRegia Aeronautica                                                                     |                                               | 1935-1943    |
| Italie    |                                                                       | [ 36 ] |                                               | 1923-1936    |
| Italie    |                                                                       | Corps d'aviation militaire Corpo Aeronautico Militare                                                            |                                               | 1911-1923    |
| Italie    |                                                                       | Service aéronautique Servizio Aeronautico                                                                        |                                               | 1884         |
| Italie    |                                                                       | Aviation navale Aviazione Navale                                                                                 |                                               | 1956-présent |
| Italie    |                                                                       | Aviation de la marine royale Aviazione della Regia Marina                                                        |                                               | 1912-1923    |
| Italie    |                                                                       | Cavalerie aérienne Cavalleria dell'Aria                                                                          |                                               | 1951-présent |
| Italie    |                                                                       | Service aérien des Carabinieri Servizio Aereo Carabinieri                                                        |                                               | 1965-présent |
| Italie    |                                                                       | Service aérien de la Garde côtière italienne Servizio Aereo della Guardia Costiera                               |                                               | 1989-présent |

## J
| Pays     |                                                                                  | |                                               | Fondée       |
| Pays     | Force aérienne Nom d'origineActuelle Ancienne                                    | Force aérienne Nom d'origineActuelle Ancienne                                                           | Force aérienne Nom d'origineActuelle Ancienne | Fondée       |
| -------- | -------------------------------------------------------------------------------- | --- | --------------------------------------------- | ------------ |
| Jamaïque |                                                                                  | Escadre aérienne de la force de défense jamaïcaine Jamaica Defence Force Air Wing                       |                                               | 1963-présent |
| Jamaïque |                                                                                  | Escadron aérien de Jamaïque Jamaica Air Squadron                                                        |                                               | 1963         |
| Japon    |                                                                                  | Force aérienne d'autodéfense japonaise 航空自衛隊 Kōkū Jieitai                                          |                                               | 1954-présent |
| Japon    | Aviation de la Force maritime d'autodéfense japonaise 海上自衛隊 Kaijō Jieitai   | |                                               |              |
| Japon    |                                                                                  | Service aérien de la Marine impériale japonaise 大日本帝国海軍航空隊 Dai-Nippon Teikoku Kaigun Kōkū tai |                                               | 1910-1945    |
| Japon    | Aviation de la Force terrestre d'autodéfense japonaise 陸上自衛隊 Rikujō Jieitai | |                                               |              |
| Japon    |                                                                                  | Service aérien de l'Armée impériale japonaise 大日本帝国陸軍航空隊 Dai-Nippon Teikoku Rikugun Kōkū tai  |                                               | 1910-1945    |
| Jordanie |                                                                                  | Force aérienne royale jordanienne سلاح الجو الملكي الأردني Al Quwwat al-Jawwiya Almalakiya al-Urduniya  |                                               | 1955-présent |
| Jordanie |                                                                                  | Force aérienne de la Légion arabe                                                                       |                                               | 1946-1955    |

## K
| Pays         |                                               |                                                                                      |                                               | Fondée       |
| Pays         | Force aérienne Nom d'origineActuelle Ancienne | Force aérienne Nom d'origineActuelle Ancienne                                        | Force aérienne Nom d'origineActuelle Ancienne | Fondée       |
| ------------ | --------------------------------------------- | ------------------------------------------------------------------------------------ | --------------------------------------------- | ------------ |
| Kazakhstan   |                                               | Force de défense aérienne du Kazakhstan Sil Vozdushnoy Oborony Respubliki Kazakhstan |                                               | 1992-présent |
| Kenya        |                                               | Force aérienne du Kenya Kenya Air Force                                              |                                               | 1964-présent |
| Kirghizistan |                                               | Force aérienne du Kirghizistan                                                       |                                               | 1991-présent |
| Koweït       |                                               | Force aérienne koweïtienne القوات الجوية الكويتية Al-Quwwat al-Jawwiya al-Kuwaitiya  |                                               | 1988-présent |
| Koweït       |                                               | Force aérienne et défense aérienne du Koweït                                         |                                               | 1961-1988    |

## L
| Pays       |                                               | |                                               | Fondée       |
| Pays       | Force aérienne Nom d'origineActuelle Ancienne | Force aérienne Nom d'origineActuelle Ancienne                                                        | Force aérienne Nom d'origineActuelle Ancienne | Fondée       |
| ---------- | --------------------------------------------- | --- | --------------------------------------------- | ------------ |
| Laos       |                                               | Force aérienne de l'Armée de libération populaire du Laos                                            |                                               | 1975-présent |
| Laos       |                                               | Aviation royale laotienne (en)                                                                       |                                               | 1960-1975    |
| Laos       |                                               | Aviation laotienne                                                                                   |                                               | 1955-1960    |
| Lesotho    |                                               | Escadre aérienne de la force de défense du Lesotho Lesotho Defence Force Air Wing                    |                                               | 1988-présent |
| Lettonie   |                                               | Force aérienne lettonne Latvijas Gaisa Spēki                                                         |                                               | 1991-présent |
| Lettonie   |                                               | | 1926-1940                                     |              |
| Lettonie   |                                               | Régiment d'aviation                                                                                  |                                               | 1919         |
| Liban      |                                               | Forces aériennes libanaises القوات الجوية اللبنانية Al Quwwat al-Jawwiya al-Lubnania                 |                                               | 1945-présent |
| Liberia    |                                               | Escadre aérienne de l'armée libérienne Liberian Army Air Wing                                        |                                               | 1987-présent |
| Libye      |                                               | Force aérienne libyenne القوات الجوية الليبية                                                        |                                               | 2011-présent |
| Libye      |                                               | Forces aériennes de la Libye libre القوات الجوية الليبية الحرة                                       |                                               | 2011         |
| Libye      |                                               | Armée de l'air de la Jamahiriya arabe libyenne القوات الجوية الليبية Al Quwwat al-Jawwiya al-Libiyya |                                               | 1978-2011    |
| Libye      |                                               | Force aérienne de la République arabe libyenne                                                       |                                               | 1970-1978    |
| Libye      |                                               | Force aérienne royale libyenne Al Quwwat al Jawwiya al Malakiya al Libiyya                           |                                               | 1951-1970    |
| Lituanie   |                                               | Force aérienne militaire lituanienne Lietuvos karinės oro pajėgos                                    |                                               | 1992-présent |
| Luxembourg |                                               | Force aérienne d'alerte rapide de l'OTAN NATO Airborne Early Warning Force                           |                                               | 1982-présent |

## M
| Pays       |                                               | |                                               | Fondée          |
| Pays       | Force aérienne Nom d'origineActuelle Ancienne | Force aérienne Nom d'origineActuelle Ancienne | Force aérienne Nom d'origineActuelle Ancienne | Fondée          |
| ---------- | --------------------------------------------- | --- | --------------------------------------------- | --------------- |
| Macédoine  |                                               | Aviation militaire de la république de Macédoine Военно Воздухопловство и Противвоздушна Одбрана Voeno Vozduhoplovstvo i Protivvozdushna Odbrana |                                               | 1992-présent    |
| Madagascar |                                               | Armée de l'air malgache Tafika Anabakabaka Malagasy Armée de l'Air Malgache                                                                      |                                               | 1961-présent    |
| Malaisie   |                                               | Force aérienne royale de Malaisie Tentera Udara Diraja Malaysia                                                                                  |                                               | 1963-présent    |
| Malaisie   |                                               | Force aérienne royale de Malaisie Tentera Udara Diraja Malaysia                                                                                  |                                               | 1963-1982       |
| Malaisie   |                                               | Force aérienne royale de Malaisie Tentera Udara Diraja Persekutuan                                                                               |                                               | 1958-1963       |
| Malaisie   |                                               | Aviation navale de la marine royale de Malaisie (en)                                                                                             |                                               | 1934-Présent    |
| Malaisie   |                                               | Aviation de l'armée malaisienne Pasukan Udara Tentera Darat                                                                                      |                                               | 1994-Présent    |
| Malawi     |                                               | Escadrille aérienne de l'armée du Malawi Malawi Army Air Wing                                                                                    |                                               | 1978-présent    |
| Malawi     |                                               | Branche aérienne des jeunes pionniers de Malawi Malawi Young Pioneers Air Arm                                                                    |                                               | 1970-1978       |
| Maldives   |                                               | Éléments aérien de la force de Défense Nationale des Maldives                                                                                    |                                               | 1978-présent    |
| Mali       |                                               | Force aérienne de la république du Mali |                                               | 1961-présent    |
| Malte      |                                               | Escadron aérien - 2e Régiment des forces armées de Malte Armed Forces of Malta No.2 Regiment – Air Squadron                                      |                                               | 1992-présent    |
| Maroc      |                                               | Forces aériennes royales marocaines القوات الجوية الملكية المغربية al-Quwwat al-Jawwiyah al-Malakiyah al-Maghribiyah                             |                                               | 1961-présent    |
| Maroc      |                                               | Aviation Royale Chérifienne |                                               | 1956-1961       |
| Maroc      |                                               | Aviation navale royale marocaine |                                               | 1960-présent    |
| Maroc      |                                               | Groupement aérien de la Gendarmerie royale marocaine                                                                                             |                                               | 1962-présent    |
| Maurice    |                                               | Garde côtière de l'île Maurice Mauritius Coast Guard                                                                                             |                                               | 1987-présent    |
| Maurice    |                                               | Escadre marine de la force policière de l'île Maurice Mauritius Police Force Marine Wing                                                         |                                               | 1970-1987       |
| Mauritanie |                                               | Force aérienne de la république islamique de Mauritanie                                                                                          |                                               | 1961-présent    |
| Mexique    |                                               | Force aérienne mexicaine |                                               | 1915-présent    |
| Mexique    |                                               | Force aéronavale de la Marine du Mexique |                                               | 1926-présent    |
| Moldavie   |                                               | Force aérienne moldave |                                               | 1991-présent    |
| Mongolie   |                                               | Force de défense aérienne mongole Агаарын Довтолгооноос Хамгаалах Цэргийн Командлал                                                              |                                               | 1993-présent    |
| Mongolie   |                                               | Aviation de l'armée Populaire mongole (en) Монголын Ардын Армийн Нисэх Хүчин                                                                     |                                               | 1925-1993       |
| Monténégro |                                               | Force aérienne du Monténégro Vazdušne snage Crne Gore                                                                                            |                                               | 2006-présent    |
| Mozambique |                                               | Force aérienne du Mozambique Força Aérea de Moçambique                                                                                           |                                               | 1976/77-présent |
| Mozambique |                                               | Force Populaire aérienne de Libération du Mozambique Força Populare Aérea de Libertação de Moçambique                                            |                                               | 1975-1976/77    |

## N
| Pays             |                                               | |                                               | Fondée       |
| Pays             | Force aérienne Nom d'origineActuelle Ancienne | Force aérienne Nom d'origineActuelle Ancienne                                                                                           | Force aérienne Nom d'origineActuelle Ancienne | Fondée       |
| ---------------- | --------------------------------------------- | --- | --------------------------------------------- | ------------ |
| Namibie          |                                               | Force aérienne namibienne Namibian Air Force                                                                                            |                                               | 2005-présent |
| Namibie          |                                               | Escadre aérien de la force de défense de Namibie Namibia Defence Force Air Wing                                                         |                                               | 1994-2005    |
| Népal            |                                               | Service aérien de l'armée népalaise Nepalese Army Air Service                                                                           |                                               | 2008-présent |
| Népal            |                                               | Escadre aérien de l'armée royale népalaise Royal Nepal Army Air Wing                                                                    |                                               | 1979-2007    |
| Népal            |                                               | Service aérien de l'armée royale de Népal Royal Nepal Army Air Service                                                                  |                                               | 1965-1979    |
| Nicaragua        |                                               | Force aérienne de l'armée du Nicaragua Fuerza Aérea del Ejército de Nicaragua                                                           |                                               | 1995-présent |
| Nicaragua        |                                               | Force aérienne nicaraguayenne Fuerza Aérea Nicaraguënse                                                                                 |                                               | 1990-1995    |
| Nicaragua        |                                               | Force aérienne sandiniste (en) Fuerza Aérea Sadinista                                                                                   |                                               | 1979-1990    |
| Nicaragua        |                                               | Force aérienne du Nicaragua Fuerza Aérea de Nicaragua                                                                                   |                                               | 1950-1979    |
| Nicaragua        |                                               | Force aérienne de la Garde du Nicaragua Fuerza Aérea Guardia de Nicaragua                                                               |                                               | 1947-1950    |
| Nicaragua        |                                               | Force aérienne de la Garde Nationale Fuerza Aérea de la Guardia Nacional                                                                |                                               | 1938-1947    |
| Nicaragua        |                                               | Corps de l'aviation de la Garde nationale Cuerpo de Aviación de la Guardia Nacional                                                     |                                               | 1936-1938    |
| Nicaragua        |                                               | Corps militaire de l'aviation Cuerpo Militar de Aviación                                                                                |                                               | 1926-1936    |
| Niger            |                                               | Escadrille nationale du Niger |                                               | 2003-présent |
| Niger            |                                               | Force aérienne du Niger |                                               | 1961-2003    |
| Nigeria          |                                               | Force aérienne nigériane Nigerian Air Force                                                                                             |                                               | 1964-présent |
| Nigeria          |                                               | Branche aérienne de la marine nigériane Nigerian Navy Air Arm                                                                           |                                               | 1985-présent |
| Norvège          |                                               | Force aérienne royale de Norvège Kongelige Norske Luftforsvaret                                                                         |                                               | 1944-présent |
| Norvège          |                                               | Escadrons 331 et 332 de la Royal Air Force Royal Air Force squadrons 331 and 332                                                        |                                               | 1942-1945    |
| Norvège          |                                               | Service aérien de l'armée Hærens Flyvevesen                                                                                             |                                               | 1915-1944    |
| Norvège          |                                               | Service aérien de la Marine Marinens Flyvevesen                                                                                         |                                               | 1916-1944    |
| Nouvelle-Zélande |                                               | Force aérienne royale de Nouvelle-Zélande, Royal New Zealand Air Force                                                                  |                                               | 1934-présent |
| Nouvelle-Zélande |                                               | Escadrons 75, 485, 486, 487, 488, 489, 490 de la Royal Air Force Squadrons Nos. 75, 485, 486, 487, 488, 489, 490 of the Royal Air Force |                                               | 1939-1945    |
| Nouvelle-Zélande |                                               | Force aérienne territoriale de Nouvelle-Zélande (en) New Zealand Territorial Air Force                                                  |                                               | 1930-1957    |
| Nouvelle-Zélande |                                               | Force aérienne permanente de Nouvelle-Zélande New Zealand Permanent Air Force                                                           |                                               | 1923-1934    |
| Nouvelle-Zélande |                                               | Corps aérien de l'armée de Nouvelle-Zélande New Zealand Army Flying Corps                                                               |                                               | 1913-1923    |

## O
| Pays        |                                               | |                                               | Fondée       |
| Pays        | Force aérienne Nom d'origineActuelle Ancienne | Force aérienne Nom d'origineActuelle Ancienne                                                         | Force aérienne Nom d'origineActuelle Ancienne | Fondée       |
| ----------- | --------------------------------------------- | --- | --------------------------------------------- | ------------ |
| Oman        |                                               | Force aérienne du sultanat d'Oman Al Quwwat al-Jawwiya al-Sultanya al-Omanya                          |                                               | 1959-présent |
| Ouganda     |                                               | Escadre aérienne de la force de défense populaire de l'Ouganda Uganda People's Defence Force Air Wing |                                               | 1964-présent |
| Ouzbékistan |                                               | Force aérienne et défense aérienne ouzbèke                                                            |                                               | 1992-présent |

## P
| Pays                      |                                               | |                                               | Fondée       |
| Pays                      | Force aérienne Nom d'origineActuelle Ancienne | Force aérienne Nom d'origineActuelle Ancienne | Force aérienne Nom d'origineActuelle Ancienne | Fondée       |
| ------------------------- | --------------------------------------------- | --- | --------------------------------------------- | ------------ |
| Pakistan                  |                                               | Force aérienne du Pakistan Pakistan Air Force پاک فضائيہ                                                                                          |                                               | 1956-présent |
| Pakistan                  |                                               | Force aérienne royale du Pakistan Royal Pakistan Air Force                                                                                        |                                               | 1947-1956    |
| Pakistan                  |                                               | Escadre de l'aviation de l'armée du Pakistan Pakistan Army Aviation Wing                                                                          |                                               | 1958-présent |
| Pakistan                  |                                               | Branche aérienne navale du Pakistan Pakistan Naval Air Arm                                                                                        |                                               | 1973-présent |
| Panama                    |                                               | Service Nationale aéronavale (en) Servicio Nacional Aeronaval                                                                                     |                                               | 2008-présent |
| Papouasie-Nouvelle-Guinée |                                               | Élément des opérations aériennes de la force de défense de Papouasie-Nouvelle-Guinée Air Operations Element of the Papua New Guinea Defence Force |                                               | 1974-présent |
| Paraguay                  |                                               | Force aérienne paraguayenne Aeronautica Militar Paraguaya                                                                                         |                                               | 1989-présent |
| Paraguay                  |                                               | Aviation navale paraguayenne, Aviación Naval Paraguaya                                                                                            |                                               | 1980-présent |
| Pays-Bas                  |                                               | Force aérienne royale Koninklijke Luchtmacht |                                               | 1953-présent |
| Pays-Bas                  |                                               | Brigade de l'aviation Luchtvaartbrigade |                                               | 1939-1940    |
| Pays-Bas                  |                                               | Département de l'aviation Luchtvaartafdeling |                                               | 1921-1940    |
| Pays-Bas                  |                                               | Département de l'aviation Luchtvaartafdeling |                                               | 1914-1921    |
| Pays-Bas                  |                                               | Service de l'aviation navale néerlandaise Marineluchtvaartdienst                                                                                  |                                               | 1917-présent |
| Pérou                     |                                               | Force aérienne du Pérou Fuerza Aérea del Perú |                                               | 1950-présent |
| Pérou                     |                                               | Corps aérien du Pérou |                                               | 1936-1950    |
| Pérou                     |                                               | Corps de l'aviation du Pérou |                                               | 1929-1936    |
| Pérou                     |                                               | Aviation navale Aviación Naval |                                               | 1980-présent |
| Pérou                     |                                               | Service aéronavale Servicio Aeronaval |                                               | 1963-1980    |
| Pérou                     |                                               | Aviation de l'armée Aviación del Ejército |                                               | 1977-présent |
| Pérou                     |                                               | Corps de l'aviation légère de l'armée Grupo de Aviación Ligera del Ejército                                                                       |                                               | 1973-1977    |
| Philippines               |                                               | Force aérienne des Philippines Philippine Air Force Hukbong Himpapawid ng Pilipinas                                                               |                                               | 1947-présent |
| Philippines               |                                               | Groupe aéronavale des Philippines Philippine Naval Air Group                                                                                      |                                               | 1974-présent |
| Philippines               |                                               | Unité aéronavale des Philippines Philippine Naval Air Unit                                                                                        |                                               | 1960-1974    |
| Philippines               |                                               | Section aéronavale des Philippines Philippine Naval Air Section                                                                                   |                                               | 1947-1960    |
| Pologne                   |                                               | Force aérienne de la République polonaise Siły Powietrzne Rzeczypospolitej Polskiej                                                               |                                               | 2004-présent |
| Pologne                   |                                               | Force aérienne et défense aérienne Wojska Lotnicze i Obrony Powietrznej                                                                           |                                               | 1993-2004    |
| Pologne                   |                                               | | 1990-1993                                     |              |
| Pologne                   |                                               | Force aérienne Wojska Lotnicze |                                               | 1962-1990    |
| Pologne                   |                                               | Force de défense aérienne du Pays Wojska Obrony Powietrznej Kraju                                                                                 |                                               | 1962-1990    |
| Pologne                   |                                               | Force aérienne et défense aérienne du Pays Wojska Lotnicze i Obrony Przeciwlotniczej Obszaru Kraju                                                |                                               | 1954-1962    |
| Pologne                   |                                               | Force aérienne Wojska Lotnicze |                                               | 1947-1954    |
| Pologne                   |                                               | Aviation de l'armée polonaise Lotnictwo Wojska Polskiego                                                                                          |                                               | 1945-1947    |
| Pologne                   |                                               | Aviation de l'armée polonaise Lotnictwo Wojska Polskiego                                                                                          |                                               | 1943-1945    |
| Pologne                   |                                               | Escadrons 300 à 309, 315 à 318 et 663 de la Royal Air Force RAF squadrons 300-309, 315-318 and 663                                                |                                               | 1940-1947    |
| Pologne                   |                                               | Forces Aériennes Polonaises |                                               | 1940-1940    |
| Pologne                   |                                               | Force aérienne Wojska Lotnicze |                                               | 1918-1939    |
| Pologne                   |                                               | Aviation des forces terrestres Lotnictwo Wojsk Lądowych                                                                                           |                                               | 1994-présent |
| Pologne                   |                                               | Aviation navale Lotnictwo Marynarki Wojennej |                                               | 1947-présent |
| Pologne                   |                                               | Aviation des Gardes-frontières polonais Lotnictwo Straży Granicznej                                                                               |                                               | 1990-présent |
| Portugal                  |                                               | Force aérienne portugaise Força Aérea Portuguesa                                                                                                  |                                               | 1952-présent |
| Portugal                  |                                               | Branche de l'aviation militaire Arma da Aeronáutica Militar                                                                                       |                                               | 1924-1952    |
| Portugal                  |                                               | | 1918-1924                                     |              |
| Portugal                  |                                               | Service de l'aéronautique militaire Serviço Aeronáutico Militar                                                                                   |                                               | 1914-1918    |
| Portugal                  |                                               | Compagnie des aérostats Companhia de Aerosteiros                                                                                                  |                                               | 1911-1914    |
| Portugal                  |                                               | Escadron d'hélicoptères de la Marine Esquadrilha de Helicópteros da Marinha                                                                       |                                               | 1993-présent |
| Portugal                  |                                               | Forces aéronavales Forças Aeronavais |                                               | 1952-1957    |
| Portugal                  |                                               | Forces aériennes de la Marine Forças Aéreas da Armada.                                                                                            |                                               | 1931-1952    |
| Portugal                  |                                               | Services de l'aéronautique navale Serviços da Aeronáutica Naval;                                                                                  |                                               | 1918-1931    |
| Portugal                  |                                               | Service de l'aviation de la Marine Serviço de Aviação da Armada                                                                                   |                                               | 1917-1918    |
| Portugal                  |                                               | Unité de l'aviation légère de l'armée de terre Unidade de Aviação Ligeira do Exército                                                             |                                               | 2000-présent |

## Q
| Pays  |                                               |                                                         |                                               | Fondée       |
| Pays  | Force aérienne Nom d'origineActuelle Ancienne | Force aérienne Nom d'origineActuelle Ancienne           | Force aérienne Nom d'origineActuelle Ancienne | Fondée       |
| ----- | --------------------------------------------- | ------------------------------------------------------- | --------------------------------------------- | ------------ |
| Qatar |                                               | Force aérienne de l'Émir du Qatar Qatar Emiri Air Force |                                               | 1968-présent |

## R
| Pays        |                                               | |                                               | Fondée       |
| Pays        | Force aérienne Nom d'origineActuelle Ancienne | Force aérienne Nom d'origineActuelle Ancienne                                                         | Force aérienne Nom d'origineActuelle Ancienne | Fondée       |
| ----------- | --------------------------------------------- | --- | --------------------------------------------- | ------------ |
| Roumanie    |                                               | Force aérienne roumaine Forţele Aeriene Române                                                        |                                               | 1989-présent |
| Roumanie    |                                               | Force aérienne de la République socialiste roumaine Forţele Aeriene ale Republicii Socialiste România |                                               | 1985-1989    |
| Roumanie    |                                               | Force aérienne de la République socialiste roumaine Forţele Aeriene ale Republicii Socialiste România |                                               | 1965-1985    |
| Roumanie    |                                               | Force aérienne de la République populaire roumaine Forţele Aeriene ale Republicii Populare Române     |                                               | 1947-1965    |
| Roumanie    |                                               | | 1944-1947                                     |              |
| Roumanie    |                                               | Force aérienne royale roumaine Forţele Aeriene Regale ale României                                    |                                               | 1941-1944    |
| Roumanie    |                                               | Aéronautique royale roumaine Aeronautica Regală Română                                                |                                               | 1915-1941    |
| Roumanie    |                                               | Groupe des hélicoptères de la marine roumaine Grupul de elicoptere                                    |                                               | 2007-présent |
| Royaume-Uni |                                               | Royal Air Force                                                                                       |                                               | 1918-présent |
| Royaume-Uni |                                               | Fleet Air Arm                                                                                         |                                               | 1937-présent |
| Royaume-Uni |                                               | Royal Naval Air Service                                                                               |                                               | 1914-1918    |
| Royaume-Uni |                                               | Army Air Corps                                                                                        |                                               | 1942-présent |
| Royaume-Uni |                                               | Royal Flying Corps                                                                                    |                                               | 1912-1918    |
| Royaume-Uni |                                               | Air Battalion Royal Engineers                                                                         |                                               | 1911-1912    |
| Royaume-Uni |                                               | School of Ballooning                                                                                  |                                               | 1888-1911    |
| Russie      |                                               | Armée de l'air russe Военно-воздушные силы России Voyenno-Vozdushnye Sily Rossii                      |                                               | 2010-présent |
| Russie      |                                               | Armée de l'air russe Военно-воздушные силы России Voyenno-Vozdushnye Sily Rossii                      |                                               | 1991-2010    |
| Russie      |                                               | Armée de l'air soviétique Военно-воздушные силы Voenno-Vozdushnye Sily                                |                                               | ??-1991      |
| Russie      |                                               | Armée de l'air Военно-воздушные силы Voenno-Vozdushnye Sily                                           |                                               | 1918-??      |
| Russie      |                                               | Force aérienne impériale russe Императорский военно-воздушный флот                                    |                                               | 1910-1917    |
| Russie      |                                               | Force de défense aérienne russe Protivo-Vozdushnaya Oborona                                           |                                               | 1991-1998    |
| Russie      |                                               | Force de défense aérienne soviétique                                                                  |                                               | 1948-1991    |
| Russie      |                                               | Aviation navale russe Авиация Военно-Морского Флота Aviatsiya Voyenno-Morskogo Flota                  |                                               | 2010-présent |
| Russie      |                                               | | 1991-2010                                     |              |
| Russie      |                                               | Aviation navale soviétique                                                                            |                                               | ??-1991      |
| Russie      |                                               | | 1918-??                                       |              |
| Rwanda      |                                               | Force aérienne rwandaise                                                                              |                                               | 1972-présent |

## S
| Pays          |                                               | |                                               | Fondée       |
| Pays          | Force aérienne Nom d'origineActuelle Ancienne | Force aérienne Nom d'origineActuelle Ancienne                                                                              | Force aérienne Nom d'origineActuelle Ancienne | Fondée       |
| ------------- | --------------------------------------------- | --- | --------------------------------------------- | ------------ |
| Salvador      |                                               | Force aérienne salvadorienne Fuerza Aérea Salvadoreña                                                                      |                                               | 1946-présent |
| Salvador      |                                               | Force aérienne de l'armée salvadorienne Fuerza Aérea del Ejército Salvadoreño                                              |                                               | 1927-1946    |
| Salvador      |                                               | Corps de l'aviation salvadorienne Cuerpo de Aviación Salvadoreño                                                           |                                               | 1925-1927    |
| Salvador      |                                               | Flottille aérienne salvadorienne Flotilla Aérea Salvadoreña                                                                |                                               | 1923-1925    |
| Salvador      |                                               | Service de l'aviation militaire de El Salvador Servicio de Aviación Militar de El Salvador                                 |                                               | 1922-1923    |
| Sénégal       |                                               | Armée de l'air sénégalaise                                                                                                 |                                               | 1960-présent |
| Serbie        |                                               | Force aérienne et défense aérienne serbe Ваздухопловство и противваздушна одбрана Vazduhoplovstvo i protivvazdušna odbrana |                                               | 2006-présent |
| Serbie        |                                               | Српска Авијатика Srpska Avijatika                                                                                          |                                               | 1915-1918    |
| Serbie        |                                               | | 1913-1915                                     |              |
| Serbie        |                                               | Ваздухопловна Команда Vazduhoplovna Komanda                                                                                |                                               | 1912-1913    |
| Seychelles    |                                               | Escadre aérienne de la Garde côtière des Seychelles Coast Guard Air Wing                                                   |                                               | 1980-présent |
| Sierra Leone  |                                               | Force de défense du Sierra Leone Sierra Leone Defence Force                                                                |                                               | 1973-présent |
| Singapour     |                                               | Force aérienne de la république de Singapour Republic of Singapore Air Force Angkatan Udara Republik Singapura             |                                               | 1990-présent |
| Singapour     |                                               | | 1973-1990                                     |              |
| Singapour     |                                               | | 1968-1973                                     |              |
| Slovaquie     |                                               | Force aérienne slovaque Velitelstvo Vzdušnych Sil                                                                          |                                               | 1993-présent |
| Slovaquie     |                                               | Armée de l'air slovaque Slovenske Vzdusne Zbrane                                                                           |                                               | 1939-1944    |
| Slovénie      |                                               | 15e Régiment d'aviation militaire slovène 15. polk vojaškega letalstva                                                     |                                               | 2015-présent |
| Slovénie      |                                               | Brigade d'aviation et de défense aérienne de l'armée slovène Brigada zračne Obrambe in Letalstva Slovenske Vojske          |                                               | 2008-2015    |
| Slovénie      |                                               | 15e Brigade de l'aviation de l'armée slovène                                                                               |                                               | 1995-2008    |
| Slovénie      |                                               | 15e Brigade de l'aviation de la force de défense territoriale                                                              |                                               | 1991-1995    |
| Slovénie      |                                               | Armée de l'air slovène |                                               | 1918-1919    |
| Somalie       |                                               | Force aérienne somalienne (en) Ciidamada Cirka Soomaaliyeed                                                                |                                               | 1960-1991    |
| Somalie       |                                               | Corps aérien somalien Somali Aeronautical Corps                                                                            |                                               | 1958-1968    |
| Soudan        |                                               | Force aérienne soudanaise Sudanese Air Force Al Quwwat al-Jawwiya As-Sudaniya                                              |                                               | 1956-présent |
| Soudan du Sud |                                               | Force aérienne du Soudan du Sud (en) South Sudan Air Force                                                                 |                                               | 2008-présent |
| Sri Lanka     |                                               | Force aérienne du Sri Lanka                                                                                                |                                               | 1972-présent |
| Sri Lanka     |                                               | Force aérienne royale sri-lankaise Royal Ceylon Air Force                                                                  |                                               | 1951-1972    |
| Suède         |                                               | Force aérienne suédoise Flygvapnet                                                                                         |                                               | 1926-présent |
| Suède         |                                               | Compagnie aérienne Flygkompaniet                                                                                           |                                               | 1912-1926    |
| Suède         |                                               | Service aéronaval Marinens Flygväsen                                                                                       |                                               | 1911-1926    |
| Suède         |                                               | Flotte d'hélicoptères des Forces armées Försvarsmaktens Helikopterflottilj                                                 |                                               | 1998-2003    |
| Suède         |                                               | Aviation de l'armée Arméflyget                                                                                             |                                               | 1954-1998    |
| Suède         |                                               | Aviation navale Marinflyget                                                                                                |                                               | 1958-1998    |
| Suisse        |                                               | Forces aériennes suisses Schweizer Luftwaffe Forze Aeree Svizzere                                                          |                                               | 1996-présent |
| Suisse        |                                               | Troupes d'aviation et de défense contre avions Flieger und Fliegerab-wehrtruppen Truppe ADCA                               |                                               | 1936-1995    |
| Suisse        |                                               | Troupe d'aviation Fliegertruppe Aviazione                                                                                  |                                               | 1924-1936    |
| Suisse        |                                               | Groupe d'aviation Fliegertruppe Gruppo d’aviazione                                                                         |                                               | 1914-1924    |
| Suriname      |                                               | Force aérienne surinamienne Surinaamse Luchtmacht                                                                          |                                               | 1982-présent |
| Syrie         |                                               | Force aérienne arabe syrienne القوات الجوية العربية السورية Al Quwwat al-Jawwiya al Arabiya as-Souriya                     |                                               | 1961-présent |
| Syrie         |                                               | Force aérienne de la République arabe unie                                                                                 |                                               | 1958-1961    |
| Syrie         |                                               | Force aérienne arabe syrienne القوات الجوية العربية السورية Al Quwwat al-Jawwiya al Arabiya as-Souriya                     |                                               | 1948-1958    |

## T
| Pays               |                                               | |                                               | Fondée            |
| Pays               | Force aérienne Nom d'origineActuelle Ancienne | Force aérienne Nom d'origineActuelle Ancienne                                                                                                 | Force aérienne Nom d'origineActuelle Ancienne | Fondée            |
| ------------------ | --------------------------------------------- | --- | --------------------------------------------- | ----------------- |
| Taïwan             |                                               | Force aérienne de la république de Chine 中華民國空軍 Chung-Hua Min-Kuo K'ung-Chün                                                            |                                               | 1938-présent      |
| Taïwan             |                                               | Force aérienne nationaliste chinoise |                                               | 1925-1938         |
| Taïwan             |                                               | Ministère de l'aviation chinoise |                                               | 1920-1925         |
| Taïwan             |                                               | Service de l'aviation chinoise |                                               | 1916?-1919?       |
| Taïwan             |                                               | Armée de l'air de l'armée chinoise |                                               | 1914-1916?        |
| Taïwan             |                                               | Corps des aéronefs de l'armée chinoise |                                               | 1913-1914         |
| Taïwan             |                                               | Commandement des forces spéciales et de l'aviation de l'armée de la république de Chine                                                       |                                               | 1999-présent      |
| Taïwan             |                                               | Commandement des parachutistes et des forces spéciales de l'armée                                                                             |                                               | 1979-1999         |
| Taïwan             |                                               | Commandement de l'aviation de l'armée |                                               | 1976-1979         |
| Taïwan             |                                               | Commandement de l'aviation navale de la république de Chine                                                                                   |                                               | 1995-présent      |
| Taïwan             |                                               | Groupe naval anti-sous-marine |                                               | 1991-1995         |
| Taïwan             |                                               | Escadron de la flotte d'hélicoptères |                                               | 1977-1991         |
| Taïwan             |                                               | Service aéronaval Chinois |                                               | 1927-1938         |
| Tadjikistan        |                                               | Troupe aérienne et de défense aérienne du Tadjikistan (en)                                                                                    |                                               | 1993/1994-présent |
| Tanzanie           |                                               | Escadre aérienne de la force de défense populaire tanzanienne Tanzanian People's Defense Force Air Wing Jeshi la Anga la Wananchi wa Tanzania |                                               | 1965-présent      |
| Tchad              |                                               | Force aérienne Tchadienne |                                               | 1973-présent      |
| République tchèque |                                               | Force aérienne de l'armée de la République tchèque Vzdušné síly armády České republiky                                                        |                                               | 1993-présent      |
| Thaïlande          |                                               | Force aérienne royale thaïlandaise กองทัพอากาศไทย Kongthap Akat Thai                                                                           |                                               | 1937-présent      |
| Thaïlande          |                                               | Division de la force aérienne siam กรมทหารอากาศ Krom Tahan Akat                                                                               |                                               | 1935-1937         |
| Thaïlande          |                                               | Division aérienne siam กรมอากาศยาน Krom Akatsayan                                                                                             |                                               | 1921-1935         |
| Thaïlande          |                                               | Division de l'aviation de l'armée siam กรมอากาศยานทหารบก Krom Akatsayan Tahan Bok                                                             |                                               | 1917-1921         |
| Thaïlande          |                                               | Unité de l'aviation de l'armée siam กองบินทหารบก Kong Bin Tahan Bok                                                                            |                                               | 1914-1917         |
| Thaïlande          |                                               | Division aérienne de l'armée royale thaïlandaise (en) กองบินทหารบกไทย Kong Bin Tahan Bok Thai                                                  |                                               | 1977-présent      |
| Thaïlande          |                                               | Division aérienne de la marine royale thaïlandaise (en) กองการบินทหารเรือไทย Kongkanbin Tahan Ruea Thai                                         |                                               | 1921-présent      |
| Togo               |                                               | Armée de l'air togolaise |                                               | 1964-présent      |
| Tonga              |                                               | Services de défense du Tonga Tonga Defence Services                                                                                           |                                               | 1939-présent      |
| Trinité-et-Tobago  |                                               | Garde aérienne de la force de défense de Trinité et Tobago (en) Trinidad and Tobago Defence Force Air Guard                                   |                                               | 1966-présent      |
| Tunisie            |                                               | Armée de l'air tunisienne ﺍﻟﻘﻮﺍﺕ الجوية ﺍﻟﺠﻤﺎﻫﻴﺮﻳـة ﺍﻟﺘﻮﻧﺴﻴـة Al Quwwat al-Jawwiya al-Jamahiriyah at'Tunisia                                  |                                               | 1959-présent      |
| Turkménistan       |                                               | Force aérienne et défense aérienne du Turkménistan                                                                                            |                                               | 1992-présent      |
| Turquie            |                                               | Armée de l'air turque Türk Hava Kuvvetleri |                                               | 1972-présent      |
| Turquie            |                                               | -insigne précédente- |                                               | 1944-1972         |
| Turquie            |                                               | Sous-secrétariat de l'aviation militaire Hava Müsteşarlığı                                                                                    |                                               | 1928-1944         |
| Turquie            |                                               | Inspection de la force aérienne turque Hava Kuvvetleri Müfettişliği                                                                           |                                               | 1922-1928         |
| Turquie            |                                               | Direction générale de l'aviation turque Kuva-yı Havaiye Müdüriyet-i Umumiyesi                                                                 |                                               | 1921-1922         |
| Turquie            |                                               | Service aérien de l'armée turque Kuva-yı Havaiye Şubesi                                                                                       |                                               | 1920-1921         |
| Turquie            |                                               | Aviation des forces terrestres turques (en) Türk Kara Kuvvetleri Havacılığı                                                                   |                                               | 1948-présent      |
| Turquie            |                                               | Aéronavale turque Türk Donanma Havacılığı |                                               | 1971-présent      |
| Turquie            |                                               | Aviation de la Garde côtière turque Türk Sahil Güvenlik Havacılığı                                                                            |                                               | 1993-présent      |

## U
| Pays    |                                               |                                                                 |                                               | Fondée       |
| Pays    | Force aérienne Nom d'origineActuelle Ancienne | Force aérienne Nom d'origineActuelle Ancienne                   | Force aérienne Nom d'origineActuelle Ancienne | Fondée       |
| ------- | --------------------------------------------- | --------------------------------------------------------------- | --------------------------------------------- | ------------ |
| Ukraine |                                               | Force aérienne ukrainienne Повітряні Сили України               |                                               | 1992-présent |
| Ukraine |                                               | Aviation navale ukrainienne Морська авіація України             |                                               | 1992-présent |
| Ukraine |                                               | Aviation de l'armée de terre ukrainienne                        |                                               | 1992-présent |
| Uruguay |                                               | Force aérienne uruguayenne Fuerza Aérea Uruguaya                |                                               | 1953-présent |
| Uruguay |                                               | Force aérienne militaire Fuerza Aérea Militar                   |                                               | 1952-1953    |
| Uruguay |                                               | Aéronautique militaire uruguayenne Aeronáutica Militar Uruguaya |                                               | 1935-1952    |
| Uruguay |                                               | École militaire de l'aviation Escuela Militar de Aeronáutica    |                                               | 1916-1935    |
| Uruguay |                                               | École de l'aviation militaire Escuela de Aviación Militar       |                                               | 1913-1916    |
| Uruguay |                                               | Aéronavale uruguayenne Aviación Naval Uruguaya                  |                                               | 1951-présent |
| Uruguay |                                               | Service aéronautique Servicio Aeronáutico                       |                                               | 1925-1951    |

## V
| Pays      |                                               |                                                                                                 |                                               | Fondée       |
| Pays      | Force aérienne Nom d'origineActuelle Ancienne | Force aérienne Nom d'origineActuelle Ancienne                                                   | Force aérienne Nom d'origineActuelle Ancienne | Fondée       |
| --------- | --------------------------------------------- | ----------------------------------------------------------------------------------------------- | --------------------------------------------- | ------------ |
| Venezuela |                                               | Aviation militaire bolivarienne Aviación Militar Bolivariana                                    |                                               | 2006-présent |
| Venezuela |                                               | Force aérienne vénézuélienne Fuerza Aérea Venezolana                                            |                                               | 1949-2006    |
| Venezuela |                                               | Service aérien de l'armée vénézuélienne Servicio Aéreo del Ejército Venezolano                  |                                               | 1970-présent |
| Venezuela |                                               | Aviation de la marine vénézuélienne Aviación de la Marina Venezolana                            |                                               | 1922-présent |
| Venezuela |                                               | Commandement de l'appui aérien de la Garde Nationale Comando de Apoyo Aéreo de Guardia Nacional |                                               | 1999-présent |
| Vietnam   |                                               | Force aérienne populaire vietnamienne Không Quân Nhân Dân Việt Nam                              |                                               | 1975-présent |
| Vietnam   |                                               | Force aérienne nord-vietnamienne                                                                |                                               | 1959-1975    |
| Vietnam   |                                               | Force aérienne vietnamienne                                                                     |                                               | 1954-1975    |
| Vietnam   |                                               | Force aérienne de Cochinchine                                                                   |                                               | 1941-1945    |

## Y
| Pays  |                                               |                                                                 |                                               | Fondée       |
| Pays  | Force aérienne Nom d'origineActuelle Ancienne | Force aérienne Nom d'origineActuelle Ancienne                   | Force aérienne Nom d'origineActuelle Ancienne | Fondée       |
| ----- | --------------------------------------------- | --------------------------------------------------------------- | --------------------------------------------- | ------------ |
| Yémen |                                               | Force aérienne yéménite Al Quwwat al Jawwiya al Yemeniya        |                                               | 1990-présent |
| Yémen |                                               | Force aérienne de la république arabe du Yémen                  |                                               | 1962-1990    |
| Yémen |                                               | Force aérienne de la république démocratique populaire du Yémen |                                               | 1962-1990    |
| Yémen |                                               | Force aérienne du royaume du Yémen                              |                                               | ?-1962       |

## Z
| Pays     |                                               | |                                               | Fondée       |
| Pays     | Force aérienne Nom d'origineActuelle Ancienne | Force aérienne Nom d'origineActuelle Ancienne                                                                   | Force aérienne Nom d'origineActuelle Ancienne | Fondée       |
| -------- | --------------------------------------------- | --- | --------------------------------------------- | ------------ |
| Zambie   |                                               | Commandement de la force aérienne et de la défense aérienne zambienne Zambian Air Force and Air Defence Command |                                               | 1968-présent |
| Zambie   |                                               | Escadre aérienne de Zambie Zambia Air Wing                                                                      |                                               | 1964-1968    |
| Zambie   |                                               | Force aérienne de la fédération de la Rhodésie et du Nyassaland Federation of Rhodesia & Nyasaland Air Force    |                                               | 1954-1963    |
| Zimbabwe |                                               | Force aérienne du Zimbabwe Air Force of Zimbabwe                                                                |                                               | 1980-présent |
| Zimbabwe |                                               | Force aérienne de Rhodésie Rhodesian Air Force                                                                  |                                               | 1970-1979    |
| Zimbabwe |                                               | Force aérienne royale de Rhodésie Royal Rhodesian Air Force                                                     |                                               | 1963-1970    |
| Zimbabwe |                                               | Force aérienne de la fédération de la Rhodésie et du Nyassaland Federation of Rhodesia & Nyasaland Air Force    |                                               | 1954-1963    |
| Zimbabwe |                                               | Force aérienne de Rhodésie du Sud Southern Rhodesian Air Force                                                  |                                               | 1939-1954    |
| Zimbabwe |                                               | Unité aérienne du régiment rhodésien Rhodesian Regiment Air Unit                                                |                                               | 1935-1939    |

## Autre
| Pays                     |                                               | |                                               | Fondée       |
| Pays                     | Force aérienne Nom d'origineActuelle Ancienne | Force aérienne Nom d'origineActuelle Ancienne | Force aérienne Nom d'origineActuelle Ancienne | Fondée       |
| ------------------------ | --------------------------------------------- | --- | --------------------------------------------- | ------------ |
| Abkhazie                 |                                               | Force aérienne abkhaze |                                               | 2008-présent |
| Abkhazie                 |                                               | | 1992-2008                                     |              |
| Hong Kong                |                                               | Force aérienne de l'armée populaire de libération - Garnison de l'armée populaire de libération de Hong Kong People's Liberation Army Air Force - People's Liberation Army Hong Kong Garrison |                                               | 1997-présent |
| Hong Kong                |                                               | Force aérienne royale auxiliaire de Hong Kong Royal Hong Kong Auxiliary Air Force |                                               | 1951-1993    |
| Hong Kong                |                                               | Force aérienne auxiliaire de Hong Kong/RAF Hong Kong Auxiliary Air Force/RAF |                                               | 1949-1951    |
| Hong Kong                |                                               | Corps de défense des volontaires de Hong Kong - Branche aérienne/RAF Hong Kong Volunteer Defence Corps - Air Arm/RAF                                                                          |                                               | 1930-1949    |
| Haut-Karabagh            |                                               | Forces armées du Haut-Karabagh Լեռնային Ղարաբաղի Հանրապետության ինքնապաշտպանության բանակ Lerrnayin Gharabaghi Hanrapetut’yan ink’napashtpanut’yan banak                                       |                                               | 1992-2023    |
| Ordre souverain de Malte |                                               | Corps militaire de l'Ordre Souverain Militaire de Malte |                                               |              |
| Transnistrie             |                                               | Force aérienne transnistrienne |                                               | 1991-présent |

## Anciens pays et mouvements
| Pays                                                                    |                                               | |                                               | Fondée    |
| Pays                                                                    | Force aérienne Nom d'origineDernière Ancienne | Force aérienne Nom d'origineDernière Ancienne | Force aérienne Nom d'origineDernière Ancienne | Fondée    |
| ----------------------------------------------------------------------- | --------------------------------------------- | --- | --------------------------------------------- | --------- |
| Allemagne de l'Est                                                      |                                               | Force aérienne de l'armée populaire nationale Luftstreitkräfte der Nationalen Volksarmee |                                               | 1956-1990 |
| Autriche-Hongrie                                                        |                                               | Aviation des troupes impériales et royales austro-hongroises Kaiserliche und Königliche Luftfahrtruppen                                                                                        |                                               | 1912-1918 |
| Autriche-Hongrie                                                        |                                               | Service aérien impérial et royal KuK Militär-Aeronautische Anstalt |                                               | 1893-1912 |
| Biafra                                                                  |                                               | Force aérienne du Biafra |                                               | 1967-1970 |
| Bophuthatswana                                                          |                                               | Force aérienne du Bophuthatswana Bophuthatswana Air Force |                                               | 1981-1994 |
| République khmère                                                       |                                               | Force aérienne khmère |                                               | 1970-1975 |
| Ciskei                                                                  |                                               | Force de défense de Ciskei, Escadre aérienne |                                               | 1980-1994 |
| Congo belge                                                             |                                               | Force de défense de Ciskei, Escadre aérienne |                                               | 1944-1960 |
| Dahomey                                                                 |                                               | Force aérienne de Dahomey |                                               | 1961-1975 |
| République espagnole                                                    |                                               | Forces aériennes de la République espagnole Fuerzas Aéreas de la República Española |                                               | 1931-1939 |
| État français                                                           |                                               | Armée de l'Air de Vichy |                                               | 1940-1942 |
| Haute-Volta                                                             |                                               | Force aérienne de Haute-Volta |                                               | 1964-1984 |
| Îlam tamoul                                                             |                                               | Tigres de l'Air |                                               | 1998-2009 |
| Indes orientales néerlandaises                                          |                                               | Aviation militaire de l'armée royale des Indes néerlandaises |                                               | 1939-1950 |
| Katanga                                                                 |                                               | Force aérienne katangaise |                                               | 1960-1963 |
| Fédération de Malaisie                                                  |                                               | Force aérienne auxiliaire malaise |                                               | -1958     |
| Mandchoukouo                                                            |                                               | Force aérienne impériale du Mandchoukouo |                                               | 1938-1945 |
| Mandchoukouo                                                            |                                               | Compagnie de transport aérien du Mandchoukouo Manchu Kokuyuso Kabushiki Kaisha |                                               | 1932-1945 |
| Empire ottoman                                                          |                                               | Inspection de l'aviation ottomane Kuva-yı Havaiye Müfettişliği |                                               | 1918-1920 |
| Empire ottoman                                                          |                                               | Inspection de l'aviation d'affaire ottomane Umur-u Havaiye Müfettişliği |                                               | 1915-1918 |
| Empire ottoman                                                          |                                               | Inspection de l'organisation de l'aviation ottomane Teşkilat-ı Havaiye Müfettişliği |                                               | 1914-1915 |
| Empire ottoman                                                          |                                               | Commission de l'aviation ottomane Havacılık Komisyonu |                                               | 1911-1914 |
| Empire ottoman                                                          |                                               | Service et académie de l'aviation navale ottomane Bahriye Tayyare Mektebi ve Havacılık Şubesi                                                                                                  |                                               | 1914-1919 |
| République arabe unie                                                   |                                               | Force aérienne de la République arabe unie |                                               | 1958-1961 |
| République arabe unie                                                   |                                               | Force aérienne égyptienne |                                               | 1952-1958 |
| République arabe unie                                                   |                                               | Force aérienne syrienne |                                               | 1948-1958 |
| République serbe de Bosnie                                              |                                               | Force aérienne de la république serbe de Bosnie 1 Puk Vazduhoplovstva i protivvazdušna odbrana Vojske Republike Srpske                                                                         |                                               | 1992-2006 |
| République serbe de Krajina                                             |                                               | Force aérienne de la république serbe de Krajina RV i PVO Vojske Republike Srpske Krajine |                                               | 1991-1995 |
| Tchécoslovaquie                                                         |                                               | Force aérienne tchécoslovaque Československé Vojenské Letectvo |                                               | 1945-1993 |
| Tchécoslovaquie                                                         |                                               | Force aérienne de l'armée tchécoslovaque Československé Letectvo |                                               | 1918-1939 |
| Transkei                                                                |                                               | Force de défense de Transkei, Escadre aérienne |                                               | 1986-1994 |
| Union soviétique                                                        |                                               | Force aérienne soviétique Военно-воздушные силы |                                               | 1930-1991 |
| Union soviétique                                                        |                                               | Aviation navale des ouvriers et paysans Рабоче-крестьянский воздушный флот |                                               | 1918-1930 |
| Union soviétique                                                        |                                               | Force de défense aérienne soviétique Voyska protivovozdushnoy oborony |                                               | 1941-1991 |
| Union soviétique                                                        |                                               | Aviation navale soviétique |                                               | 1918-1991 |
| Venda                                                                   |                                               | Force de défense du Venda, Escadre aérienne |                                               | 1983-1994 |
| République du Viêt Nam                                                  |                                               | Force aérienne vietnamienne Khong Quan Viet Nam |                                               | 1954-1975 |
| Yémen du Nord                                                           |                                               | Force aérienne de la République arabe du Yémen |                                               | 1962-1990 |
| Yémen du Sud                                                            |                                               | Force aérienne de la république démocratique populaire du Yémen |                                               | 1962-1990 |
| Royaume de Yougoslavie/ République fédérative socialiste de Yougoslavie |                                               | Force aérienne de Serbie et Monténégro Ратно ваздухопловство и противваздушна одбрана Војске Србије и Црне Горе Ratno vazduhoplovstvo i protivvazdushna odbrana Vojske Srbije i Tsrne Gore     |                                               | 2003-2006 |
| Royaume de Yougoslavie/ République fédérative socialiste de Yougoslavie |                                               | Force aérienne de la république fédérative de Yougoslavie Ратно ваздухопловство и противваздушна одбрана Војске Југославије Ratno vazduhoplovstvo i protivvazdušna odbrana Vojske Jugoslavije  |                                               | 1992-2003 |
| Royaume de Yougoslavie/ République fédérative socialiste de Yougoslavie |                                               | Force aérienne de la république fédérative socialiste de Yougoslavie Југословенско Ратно Ваздухопловство и Противваздушна Одбрана Jugoslovensko Ratno Vazduhoplovstvo i Protivvazdušna Odbrana |                                               | 1945-1991 |
| Royaume de Yougoslavie/ République fédérative socialiste de Yougoslavie |                                               | Force aérienne royale yougoslave Југословенско Краљевско Ратно Ваздухопловство и Поморска Авиацијса Jugoslovensko Kraljevsko Ratno VAzduhoplovstvo i Pomorska Aviacija                         |                                               | 1929-1941 |
| Royaume de Yougoslavie/ République fédérative socialiste de Yougoslavie |                                               | Département de l'aviation de l'armée royale yougoslave Авиацијско Одељење Југословенске Краљевске Армије Aviacijsko Odeljenje Jugoslovenske Kraljevske Armije                                  |                                               | 1923-1929 |
| Zaïre                                                                   |                                               | Force aérienne zaïroise |                                               | 1971-1997 |